# Rodolfo Tecera del Franco
Rodolfo José Tecera del Franco (Buenos Aires, 27 de abril de 1923 - 15 de febrero de 1991) fue un abogado, sociólogo, profesor universitario y político argentino, destacado como uno de los líderes del neoperonismo, un movimiento que sostuvo las posiciones del peronismo durante el período en que este estuvo proscripto políticamente.

## Biografía
Hijo de Rodolfo Tecera y María del Carmen Franco, estudió en la Universidad Nacional de Córdoba, egresando con una tesis titulada "Una política social para el campo". Durante los gobiernos de Juan Domingo Perón fue docente de sociología en la Facultad de Derecho de la Universidad de Buenos Aires. Fue asesor de política social del Ministerio de Agricultura y Ganadería de la Nación, secretario de la Comisión Internacional para el Estudio del Seguro Agrícola, y apoderado del gobierno de la provincia de Córdoba ante el gobierno nacional.
Fue uno de los fundadores, en 1950, de la Asociación Latinoamericana de Sociología. Dirigió el periódico Revolución Nacional.
Tras el golpe de Estado de septiembre de 1955 fue uno de los dirigentes más destacados del neoperonismo, y secretario general de la Unión Popular, el partido fundado por Juan Atilio Bramuglia. Fue elegido diputado nacional en 1962, aunque las elecciones fueron anuladas. Fue diputado nacional por la Capital Federal entre 1965 y 1966, período durante el cual ejerció como vicepresidente 1º de la Cámara de Diputados.
Continuó ejerciendo la abogacía en carácter privado, y fue defensor de algunos militantes de la Juventud Peronista, a la cual estuvo muy ligado. Fue uno de los nexos entre el peronismo en la Argentina y el general Perón para los dos viajes definitivos de regreso a su país, en 1972 y 1973, aunque posteriormente su figuración pública decayó significativamente. Tuvo una fugaz reaparición pública en apoyo de la guerra de las Malvinas en 1982.
Falleció el 15 de febrero de 1991. Había estado casado con María Luz Torres Díaz.